# An.schläge
an.schläge ist ein feministisches Magazin aus Österreich, herausgegeben vom Verein CheckArt. 

## Geschichte
Die an.schläge wurden 1983 gegründet, damals vom Verein „Frauen Aktiv in Kultur- und Arbeitswelt“. Die Gründerinnen der an.schläge waren Andrea Krakora und Ingrid Lengheim (heute: Ingrid Draxl). Die Zeitschrift erschien anfangs viermal pro Jahr, ab 1988 schließlich monatlich und ist bis heute die einzige feministische Monatszeitschrift im deutschsprachigen Raum, die acht Mal im Jahr erscheint. 1991 war sie vorübergehend eingestellt worden, wurde aber 1993 vom neu gegründeten Verein CheckArt wiederbelebt.
2021 waren die an.schläge Mitgründerin der alerta-Plattformgenossenschaft, die seitdem eine gleichnamige App zur Bündelung linker Medienangebote vertreibt.

## Titel
Der Titel ist ein Wortspiel und soll sowohl Assoziationen zum Schreibmaschinenanschlag als auch zum Anschlag auf das Patriarchat ebenso wie auf die ursprünglichste Form der Nachrichtenübermittlung hervorrufen: den Anschlägen von Verlautbarungen an öffentlichen Orten.

## Inhalte
Laut Eigenbeschreibung beleuchtet das Magazin an.schläge "das aktuelle politische, gesellschaftliche und kulturelle Geschehen aus einer konsequent feministischen Perspektive. Das Magazin greift außerdem Themen auf, die sonst kaum vorkommen: Wir berichten über sozialen Protest und „Politik von unten“, schreiben über Körper, Sex und Selbstbestimmung, analysieren die Entwicklungen in der neuen Arbeitswelt, nehmen wissenschaftliche Diskurse kritisch unter die Lupe und porträtieren upcoming female Artists aus Kunst & Pop."
Die an.schläge beschreiben ihre Strategie auf ihrer Homepage folgendermaßen: „Es geht uns um das Sichtbarmachen weiblicher Wirklichkeiten und Erfahrungen in einer männlich dominierten (Medien)welt, um das Aufbrechen patriarchaler Strukturen und das Herstellen einer feministischen Gegenöffentlichkeit.“ 

## Produktionsbedingungen und Finanzierung
Im Allgemeinen ist die finanzielle Lage wegen einer fehlenden Basisförderung angespannt und hat sich seit dem Antritt der schwarz-blauen (bzw. schwarz-orangen) Regierung noch verschlechtert. 2018 wurde unter der neuen schwarz-blauen Regierung eine Förderung durch das Frauenministerium in Höhe von rund 25.000 € eingestellt. erhieltet das Magazin keine Subventionen vom Frauenministerium (jetzt Ministerium für Gesundheit und Frauen) mehr. 
Auch anderen Frauenorganisationen und -einrichtungen wurden die Subventionen entzogen, was sich bei der Zeitschrift im Ausbleiben von Anzeigenkunden bemerkbar macht.
2006 erhielten die an.schläge Unterstützung vom Frauenbüro der Stadt Wien (MA 57) und Publizistikförderung, sowie kleinere Projektförderungen der Kulturabteilungen der Wiener Bezirke und der ÖH. 
Unabhängige Einnahmequellen der Zeitschrift sind Abonnements (aktuell 4500 Stück, Stand März 2019), Spenden und der Erlös aus Anzeigen. Die Zeitschrift kann nur aufgrund von ehrenamtlicher Mitarbeit und Mehrarbeit der Redakteurinnen überleben.

## Medienpreise
- 1997 Prof. Claus Gatterer-Preis für kritischen Journalismus
- 1998 Angela Heissenberger: Menschenrechtspreis des Presseclubs Concordia
- 1998 Martina Knopf: Preis des Österreichischen Zeitschriften-Verbandes